# Mr. Magorium's Wonder Emporium
Mr. Magorium's Wonder Emporium (El mundo mágico de Magorium en Hispanoamérica y Mr. Magorium y su tienda mágica en España) es una película estadounidense-canadiense estrenada en 2007, escrita y dirigida por Zach Helm, producida por FilmColony y con música del genio Alexandre  Desplat.  La película está protagonizada por Dustin Hoffman como el dueño de una mágica tienda de juguetes, y Natalie Portman como gerente de la tienda. También protagonizada por Jason Bateman como el mutante, Kiele Sánchez como la señora Goodman y Zach Mills como el coleccionista de sombreros. La película fue estrenada en los cines el 16 de noviembre de 2007 por 20th Century Fox. La película recaudó $ 69.5 millones en todo el mundo. Un cameo de Kermit the Frog fue la primera aparición teatral importante del personaje.
La película fue lanzada en DVD y Blu-ray Disc, el 4 de marzo de 2008 por la 20th Century Fox Home Entertainment.
- Datos: Q1468196